# أوسكار تييد
أوسكار تييد (بالألمانية: Oskar Thiede)‏ هو نحات نمساوي، ولد في 13 فبراير 1879 في فيينا في النمسا، وتوفي بنفس المكان في 22 نوفمبر 1961.

## وصلات خارجية
- أوسكار تييد على موقع أوليمبيديا (الإنجليزية)